# 大西飛行場

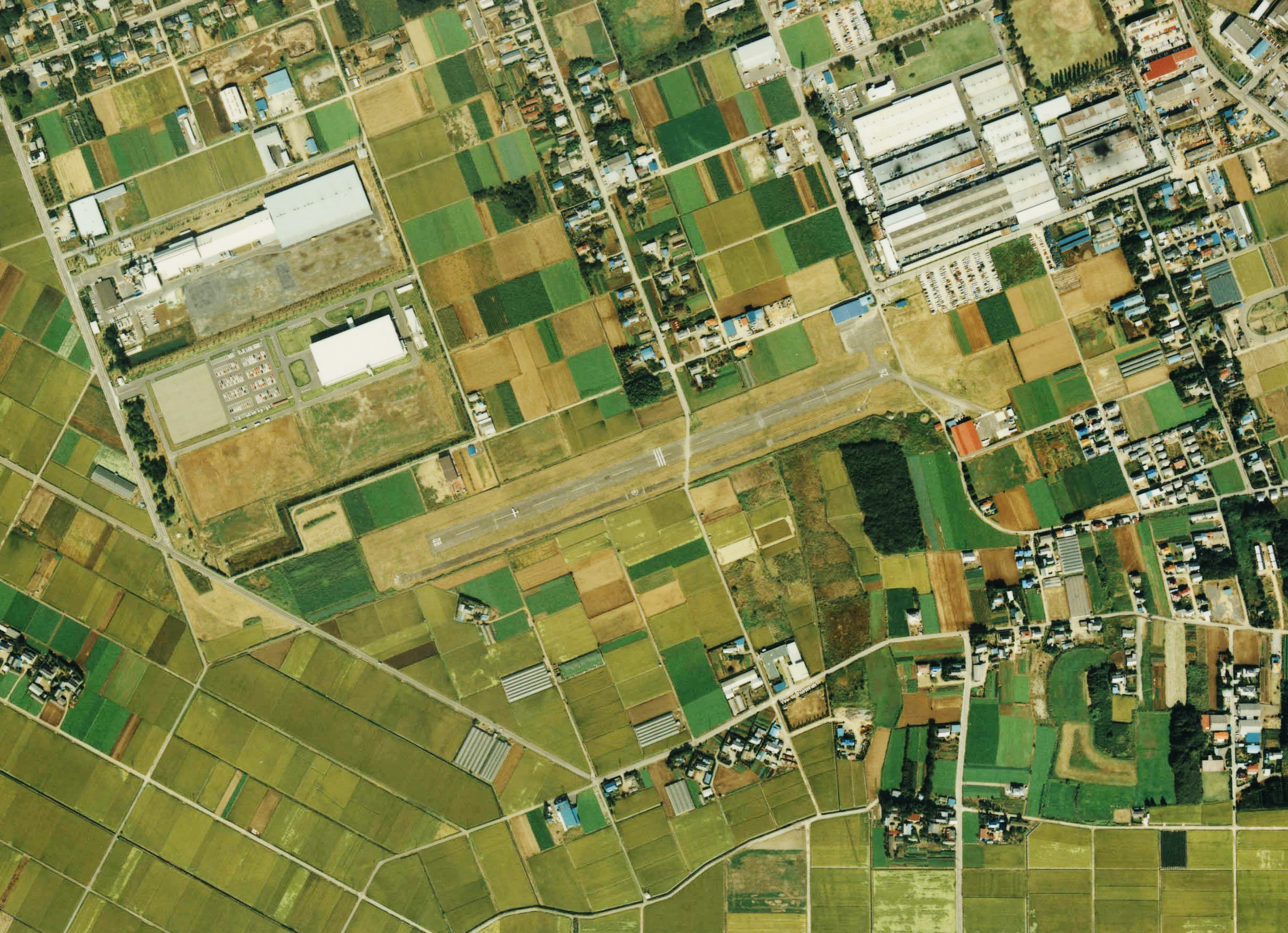
大西飛行場付近の1986年撮影空中写真。滑走路中央付近で一般道路が横切っている。
。

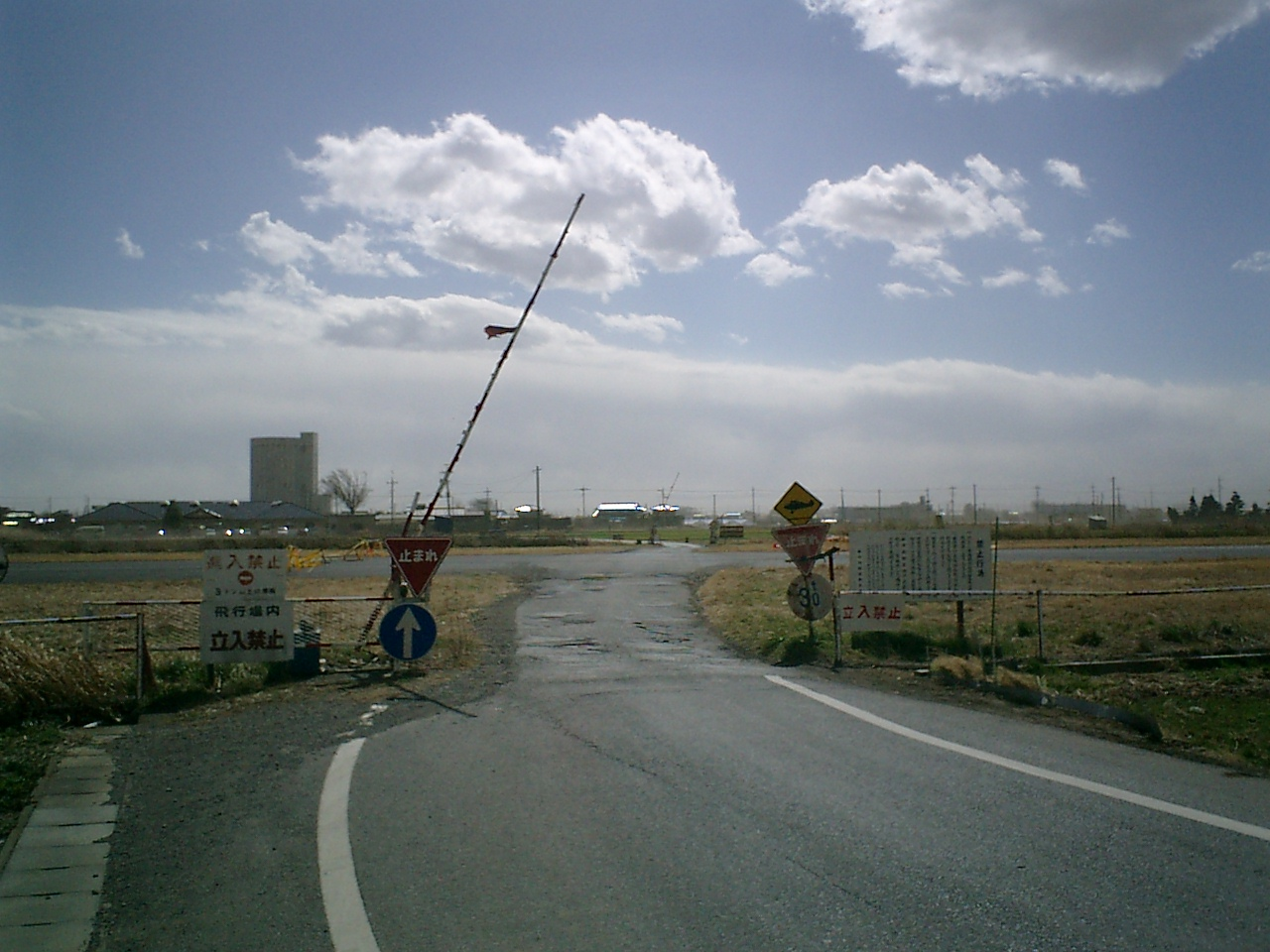
大西飛行場に存在した一般道との踏切

大西飛行場（おおにしひこうじょう）は、かつて群馬県の館林市・邑楽郡邑楽町の境界線上にあった飛行場。管理者は大西勇一で、全国でも珍しい個人が建設した非公共用飛行場であった。
跡地は日本運輸株式会社群馬営業所となっている。

## 飛行場概要

### 位置
- 所在地　群馬県館林市近藤町、邑楽郡邑楽町大字赤堀
- 標点　北緯36°　東経139°
- 標高　海抜65m

### 滑走路
- 600m×25m（簡易舗装）

### 空港管理
- 運用時間　約8時間（9:00-17:00または日没）

### 利用航空会社
- 新中央航空

## 沿革
- 1938年（昭和13年）- 前身となる館林陸軍飛行場が日本陸軍により建設される。以後、熊谷陸軍飛行学校館林分教場として利用された。
- 1945年（昭和20年）- 終戦により館林陸軍飛行場が廃止される。
- 1964年（昭和39年）- 飛行機愛好家の大西勇一が飛行場を開設。大西飛行場と呼ばれる。
- 1971年（昭和46年）- 国から正式な飛行場設置の許可が下りる。
- 1972年（昭和47年）- 設立、管理者が土地と飛行場の経営権を売却。
- 2003年（平成15年）12月 - フライト数の減少など不採算を理由に供用休止。
- 2004年（平成16年）3月31日 - 廃止。

## その他

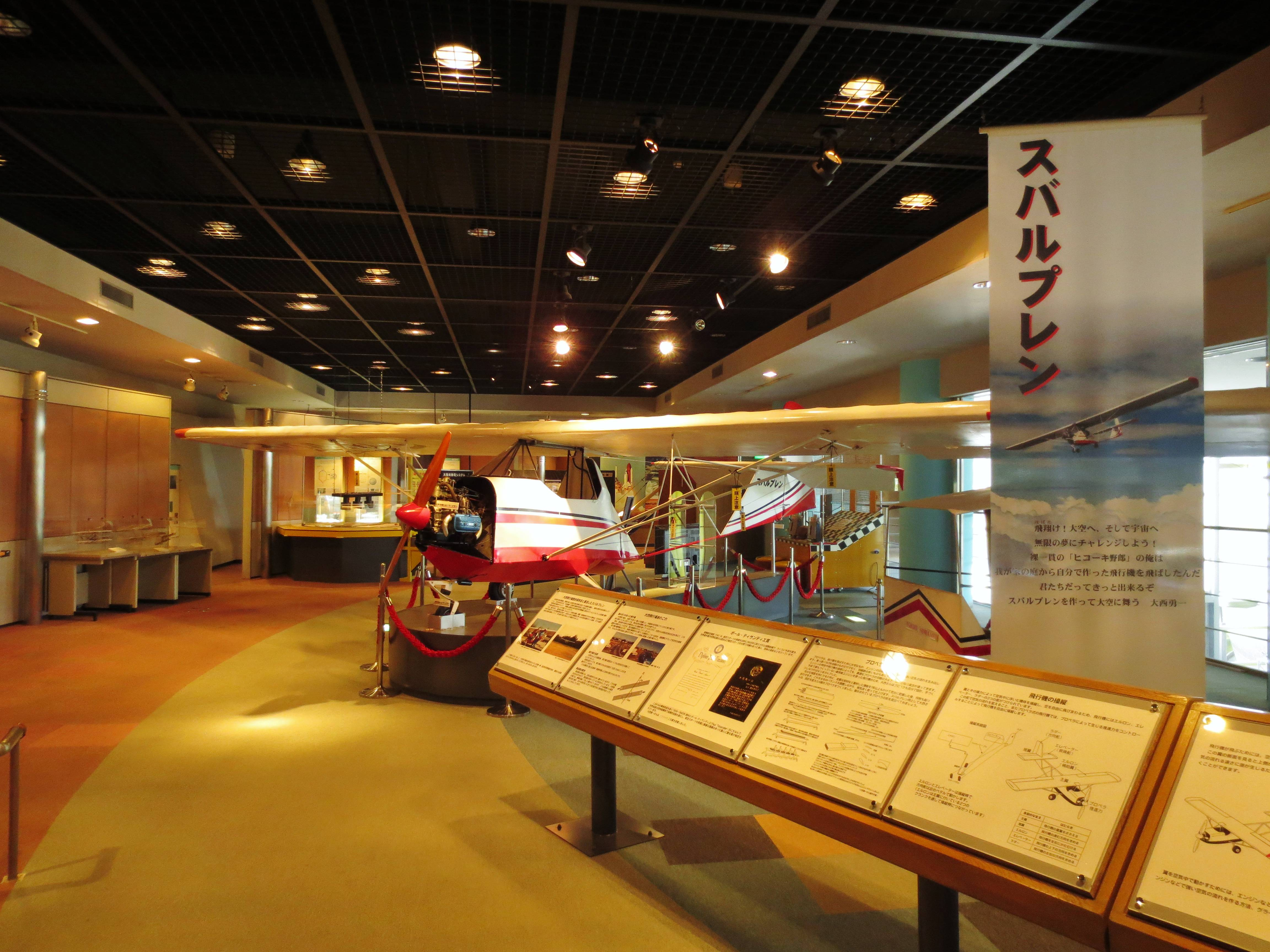
スバルプレン（向井千秋記念子ども科学館蔵）

- 滑走路中央付近を道路が横切っていたため、飛行機が離着陸するときには遮断機が下りて車両を通行させないようにしていた。
- 前身の陸軍飛行場時代の滑走路は戦後も平行誘導路として残っていたが、ほとんど使われなかった。
- 跡地で映画『ALWAYS 三丁目の夕日』の撮影が行われた。
- 大西勇一が1970年にスバル・1000のエンジンを流用して制作したモーターグライダー『OX5 スバルプレン』は、自作航空機に与えられる機体記号『JX』を最初に取得した機体である。現在は向井千秋記念子ども科学館に展示されている。
- 日本学生スポーツ・パラシュート連盟（1962年創立）[1]など民間のスカイダイビングクラブがセスナ機の離陸地として使用していた。スカイダイバーらは近隣の利根川河川敷を落下点としていた。